# اچ‌ام‌ای‌اس واتو
اچ‌ام‌ای‌اس واتو (به انگلیسی: HMAS Wato) یک کشتی است که طول آن ۱۲۵ فوت (۳۸ متر) می‌باشد. این کشتی در سال ۱۹۰۴ ساخته شد.